# Fru Alstad
Fru Alstad är kyrkbyn i Fru Alstads socken i Trelleborgs kommun på Söderslätt i Skåne. Från 2015 avgränsar SCB här en småort.

## Historia
Orten har anor från senmedeltid. Det ovanliga namnet kommer av att kyrkan var helgad åt Vår Fru, det vill säga Jungfru Maria. Men pilgrimsstället hette ursprungligen Vor Frue Alsted innan svenskepoken startade 1658. 

## Byn
Byn består av ett antal hus, gårdar, lador och en montessoriskola. 
Fru Alstads kyrka byggdes på 1400-talet utifrån den gamla 1100-talskyrkan. På ängsmarken nedanför den västra kyrkogårdsmuren rinner fortfarande offerkällan. 
I byn fanns tidigare ett kulturhus och ett litet museum med en permanent utställning från Trelleborgs museum om Olof Christoffersson, denna samling finns nu på Trelleborgs museum.

## Personer från orten
Författarinnan Victoria Benedictsson, pseudonym Ernst Ahlgren, föddes i Domme strax utanför Fru Alstad. Beskrivningar av bygden finns bland annat i hennes roman Pengar. En minnessten är rest till hennes ära.